# Abryna fausta
Abryna fausta là một loài bọ cánh cứng trong họ Cerambycidae.